# Уанрепъблик
УанРипъблик (на английски: OneRepublic) е американска поп рок група, формирана в Колорадо Спрингс, Колорадо, Съединените американски щати.
Привлича вниманието върху себе си с издаването на хит сингъла Apologize, чийто ремикс е част от албума Timbaland Presents: Shock Value на Тимбаленд.

## Членове на групата
- Райън Тедър – вокал, китара, пиано
- Зак Филкинс – китара, вокал
- Еди Фишер – барабани
- Брент Кътцъл – бас, чело, вокали
- Дрю Браун – китара

## История
От лятото на 2006 групата непрекъснато е поставяна сред най-добрите музикални изпълнители в MySpace. OneRepublic е основана от композитора и звукозаписен продуцент Райън Тедър и неговия приятел от гимназията Зак Филкинс в Колорадо Спрингс. По-късно групата се премества в Лос Анджелис, Калифорния и след кратък престой с Колумбия Рекърдс (Columbia Records) се мести при Interscope Records/Mosley Music Group.
Ремиксът на песента Apologize е част от албума на Тимбаленд от 2007 година – Timbaland Presents: Shock Value, като става хит и достига до 2 място в класацията Hot 100 на списание Билборд. Оригиналната версия на песента е издадена като сингъл, част от излезлия на пазара на 20 ноември 2007 албум на групата Dreaming Out Loud. Албумът е продуциран главно от Грег Уелс, като част от песните са продукция на вокалиста Райън Тедър.

## Дискография

### Сингли
- Apologize
- Stop & Stare
- Say (All I Need)
- Counting Stars

#### Класации
Най-високи позиции на синглите в класациите.
| Издаден           | Име                             | От албум                                            | Позиция в класациите | Позиция в класациите | Позиция в класациите | Позиция в класациите | Позиция в класациите | Позиция в класациите | Позиция в класациите |
| Издаден           | Име                             | От албум                                            | Свят                 | Европа               | BG                   | USA                  | UK                   | AUS                  | GER                  |
| ----------------- | ------------------------------- | --------------------------------------------------- | -------------------- | -------------------- | -------------------- | -------------------- | -------------------- | -------------------- | -------------------- |
| 17 септември 2007 | Apologize (Remix) (с Тимбаленд) | Dreaming Out Loud / Timbaland Presents: Shock Value | 1                    | 1                    | 1                    | 2                    | 3                    | 1                    | 1                    |
| 2008              | Stop & Stare                    | Dreaming Out Loud                                   | 5                    | 3                    | 34                   | 12                   | 9                    | 11                   | 6                    |
| 2008              | Say (All I Need)                | Dreaming Out Loud                                   | —                    | 150                  | 27                   | 108                  | 69                   | —                    | —                    |
|                   | Общ брой сингли номер едно      |                                                     | 1                    | 1                    | 1                    | —                    | —                    | 1                    | 1                    |
|                   | Общ брой сингли в топ пет       |                                                     | 2                    | 2                    | 1                    | 1                    | 1                    | 1                    | 1                    |